# Corrie Laddé
Cornelia „Corrie” Laddé (ur. 27 października 1915 w Batavii, zm. 11 września 1996 w Bad Ischl) – holenderska pływaczka, srebrna medalistka olimpijska z Los Angeles.
Zawody w 1932 były jej jedynymi igrzyskami olimpijskimi. Medal zdobyła w sztafecie 4 × 100 metrów stylem dowolnym, poza nią tworzyły ją Puck Oversloot, Willy den Ouden i Maria Vierdag. 